# Вилья-Куаутемок
Вилья-Куаутемок (исп. Villa Cuauhtémoc)  —   город и муниципалитет в Мексике, входит в штат Мехико. Население 9718 человек.